# Charles Oakley
Charles Oakley (Cleveland, 18 dicembre 1963) è un allenatore di pallacanestro e ex cestista statunitense, professionista nella NBA.

## Carriera
È stato selezionato dai Cleveland Cavaliers al primo giro del Draft NBA 1985 (9ª scelta assoluta).

## Statistiche

### NCAA II
| Anno      | Squadra      | PG  | PT | MP | TC%  | 3P% | TL%  | RP   | AP  | PRP | SP  | PP   |
| --------- | ------------ | --- | -- | -- | ---- | --- | ---- | ---- | --- | --- | --- | ---- |
| 1981-1982 | VUU Panthers | 28  | -  | -  | 61,7 | -   | 60,9 | 12,5 | -   | -   | -   | 15,9 |
| 1982-1983 | VUU Panthers | 28  | -  | -  | 58,2 | -   | 58,8 | 13,0 | 1,0 | -   | -   | 19,3 |
| 1983-1984 | VUU Panthers | 30  | -  | -  | 61,2 | -   | 62,1 | 13,1 | -   | -   | -   | 21,7 |
| 1984-1985 | VUU Panthers | 31  | -  | -  | 62,5 | -   | 66,9 | 17,3 | 2,1 | -   | 1,0 | 24,0 |
| Carriera  | Carriera     | 117 | -  | -  | 60,9 | -   | 62,7 | 14,6 | 1,6 | -   | 1,0 | 20,3 |

### NBA

#### Regular season
| Anno      | Squadra         | PG   | PT   | MP   | TC%  | 3P%  | TL%  | RP   | AP  | PRP | SP  | PP   |
| --------- | --------------- | ---- | ---- | ---- | ---- | ---- | ---- | ---- | --- | --- | --- | ---- |
| 1985-1986 | Chicago Bulls   | 77   | 30   | 23,0 | 51,9 | 0,0  | 66,2 | 8,6  | 1,7 | 0,9 | 0,4 | 9,6  |
| 1986-1987 | Chicago Bulls   | 82   | 81   | 36,3 | 44,5 | 36,7 | 68,6 | 13,1 | 3,6 | 1,0 | 0,4 | 14,5 |
| 1987-1988 | Chicago Bulls   | 82   | 82   | 34,3 | 48,3 | 25,0 | 72,7 | 13,0 | 3,0 | 0,8 | 0,3 | 12,4 |
| 1988-1989 | N.Y. Knicks     | 82   | 82   | 31,8 | 51,0 | 25,0 | 77,3 | 10,5 | 2,3 | 1,3 | 0,2 | 12,9 |
| 1989-1990 | N.Y. Knicks     | 61   | 61   | 36,0 | 52,4 | 0,0  | 76,1 | 11,9 | 2,4 | 1,0 | 0,3 | 14,6 |
| 1990-1991 | N.Y. Knicks     | 76   | 74   | 36,0 | 51,6 | 0,0  | 78,4 | 12,1 | 2,7 | 0,8 | 0,2 | 11,2 |
| 1991-1992 | N.Y. Knicks     | 82   | 82   | 28,2 | 52,2 | 0,0  | 73,5 | 8,5  | 1,6 | 0,8 | 0,2 | 6,2  |
| 1992-1993 | N.Y. Knicks     | 82   | 82   | 27,2 | 50,8 | 0,0  | 72,2 | 8,6  | 1,5 | 1,0 | 0,2 | 6,9  |
| 1993-1994 | N.Y. Knicks     | 82   | 82   | 35,8 | 47,8 | 0,0  | 77,6 | 11,8 | 2,7 | 1,3 | 0,2 | 11,8 |
| 1994-1995 | N.Y. Knicks     | 50   | 49   | 31,3 | 48,9 | 25,0 | 79,3 | 8,9  | 2,5 | 1,2 | 0,1 | 10,1 |
| 1995-1996 | N.Y. Knicks     | 53   | 51   | 33,5 | 47,1 | 26,9 | 83,3 | 8,7  | 2,6 | 1,1 | 0,3 | 11,4 |
| 1996-1997 | N.Y. Knicks     | 80   | 80   | 35,9 | 48,8 | 26,3 | 80,8 | 9,8  | 2,8 | 1,4 | 0,3 | 10,8 |
| 1997-1998 | N.Y. Knicks     | 79   | 79   | 34,6 | 44,0 | 0,0  | 85,1 | 9,2  | 2,5 | 1,6 | 0,3 | 9,0  |
| 1998-1999 | Toronto Raptors | 50   | 50   | 32,9 | 42,8 | 20,0 | 80,7 | 7,5  | 3,4 | 0,9 | 0,4 | 7,0  |
| 1999-2000 | Toronto Raptors | 80   | 80   | 30,4 | 41,8 | 34,1 | 77,6 | 6,8  | 3,2 | 1,3 | 0,6 | 6,9  |
| 2000-2001 | Toronto Raptors | 78   | 77   | 35,5 | 38,8 | 22,4 | 83,6 | 9,5  | 3,4 | 1,0 | 0,6 | 9,6  |
| 2001-2002 | Chicago Bulls   | 57   | 26   | 24,3 | 36,9 | 16,7 | 75,0 | 6,0  | 2,0 | 0,9 | 0,2 | 3,8  |
| 2002-2003 | Wash. Wizards   | 42   | 1    | 12,2 | 41,8 | -    | 82,4 | 2,5  | 1,0 | 0,3 | 0,1 | 1,8  |
| 2003-2004 | Houston Rockets | 7    | 0    | 3,6  | 33,3 | -    | 83,3 | 0,7  | 0,3 | 0,0 | 0,0 | 1,3  |
| Carriera  | Carriera        | 1282 | 1159 | 31,4 | 47,1 | 25,3 | 76,1 | 9,5  | 2,5 | 1,1 | 0,3 | 9,7  |
| All-Star  | All-Star        | 1    | 0    | 11,0 | 33,3 | -    | -    | 3,0  | 3,0 | 0,0 | 0,0 | 2,0  |

#### Play-off
| Anno     | Squadra         | PG  | PT  | MP   | TC%  | 3P%   | TL%  | RP   | AP  | PRP | SP  | PP   |
| -------- | --------------- | --- | --- | ---- | ---- | ----- | ---- | ---- | --- | --- | --- | ---- |
| 1986     | Chicago Bulls   | 3   | 3   | 29,3 | 52,4 | -     | 61,5 | 10,0 | 1,0 | 2,0 | 0,7 | 10,0 |
| 1987     | Chicago Bulls   | 3   | 3   | 43,0 | 38,0 | 50,0  | 83,3 | 15,3 | 2,0 | 1,3 | 0,3 | 20,0 |
| 1988     | Chicago Bulls   | 10  | 10  | 37,3 | 44,0 | 0,0   | 87,5 | 12,8 | 3,2 | 0,6 | 0,4 | 10,1 |
| 1989     | N.Y. Knicks     | 9   | 9   | 33,2 | 47,9 | 50,0  | 66,7 | 11,2 | 1,2 | 1,3 | 0,1 | 9,7  |
| 1990     | N.Y. Knicks     | 10  | 8   | 33,6 | 51,2 | 100,0 | 65,4 | 11,0 | 2,7 | 1,1 | 0,2 | 12,1 |
| 1991     | N.Y. Knicks     | 3   | 3   | 33,3 | 47,6 | -     | 50,0 | 10,3 | 1,0 | 0,7 | 0,3 | 7,7  |
| 1992     | N.Y. Knicks     | 12  | 12  | 29,5 | 37,9 | -     | 74,1 | 9,0  | 0,7 | 0,7 | 0,4 | 5,3  |
| 1993     | N.Y. Knicks     | 15  | 15  | 33,8 | 48,1 | -     | 72,7 | 11,0 | 1,1 | 1,1 | 0,1 | 11,1 |
| 1994     | N.Y. Knicks     | 25  | 25  | 39,7 | 47,7 | -     | 77,5 | 11,7 | 2,4 | 1,4 | 0,2 | 13,2 |
| 1995     | N.Y. Knicks     | 11  | 11  | 38,3 | 45,0 | 40,0  | 82,4 | 8,5  | 3,7 | 1,7 | 0,5 | 13,1 |
| 1996     | N.Y. Knicks     | 8   | 8   | 38,5 | 50,0 | 33,3  | 69,4 | 8,6  | 1,8 | 1,0 | 0,0 | 13,1 |
| 1997     | N.Y. Knicks     | 10  | 10  | 35,8 | 44,2 | 0,0   | 75,9 | 8,8  | 1,6 | 2,2 | 0,3 | 9,8  |
| 1998     | N.Y. Knicks     | 10  | 10  | 34,2 | 40,8 | -     | 92,0 | 8,5  | 1,4 | 1,1 | 0,2 | 8,1  |
| 2000     | Toronto Raptors | 3   | 3   | 36,7 | 48,3 | 28,6  | 0,0  | 7,7  | 3,7 | 2,0 | 0,3 | 10,0 |
| 2001     | Toronto Raptors | 12  | 12  | 32,6 | 43,5 | 37,5  | 82,4 | 6,3  | 1,8 | 1,0 | 0,6 | 9,3  |
| Carriera | Carriera        | 144 | 142 | 35,5 | 45,9 | 36,6  | 75,5 | 10,0 | 2,0 | 1,2 | 0,3 | 10,8 |

#### Massimi in carriera
- Massimo di punti: 35 vs Milwaukee Bucks (15 marzo 1986)[1]
- Massimo di rimbalzi: 35 vs Cleveland Cavaliers (22 aprile 1988)
- Massimo di assist: 15 vs Indiana Pacers (27 dicembre 1986)
- Massimo di palle rubate: 5 (10 volte)
- Massimo di stoppate: 6 vs Seattle Supersonics (7 gennaio 2001)
- Massimo di minuti giocati: 56 vs Sacramento Kings (23 febbraio 2001)

## Palmarès
- NBA All-Rookie First Team (1986)
- NBA All-Defensive Team

First team: 1994
Second team: 1998
- NBA All-Star (1994)
- 2 volte maggior numero di rimbalzi totali in stagione NBA
- 2 volte maggior numero di rimbalzi difensivi in stagione NBA
- Ventiduesimo miglior rimbalzista di sempre NBA